# HD 60098
HD 60098，又名CD-35 3650，SAO 198086、HR 2885，是一颗恒星，视星等为6.68，位于銀經249.46，銀緯-8.29，其B1900.0坐标为赤經7h 27m 48.4s，赤緯-35° -8.29′ 28″。